# Bus électriques à Moscou
La flotte de bus électriques à Moscou en compte plus de 2000 en service. Il s'agit de la plus grande flotte de bus électriques d'Europe devant celle de Londres. 
En décembre 2021, les bus électriques desservent 65 lignes et depuis le début de leurs travaux, ils ont transporté plus de 150 millions de passagers dont 77 millions de passagers en 2021. En juillet 2024, environ 130 lignes sont desservies par les bus électriques à Moscou.

## Galerie

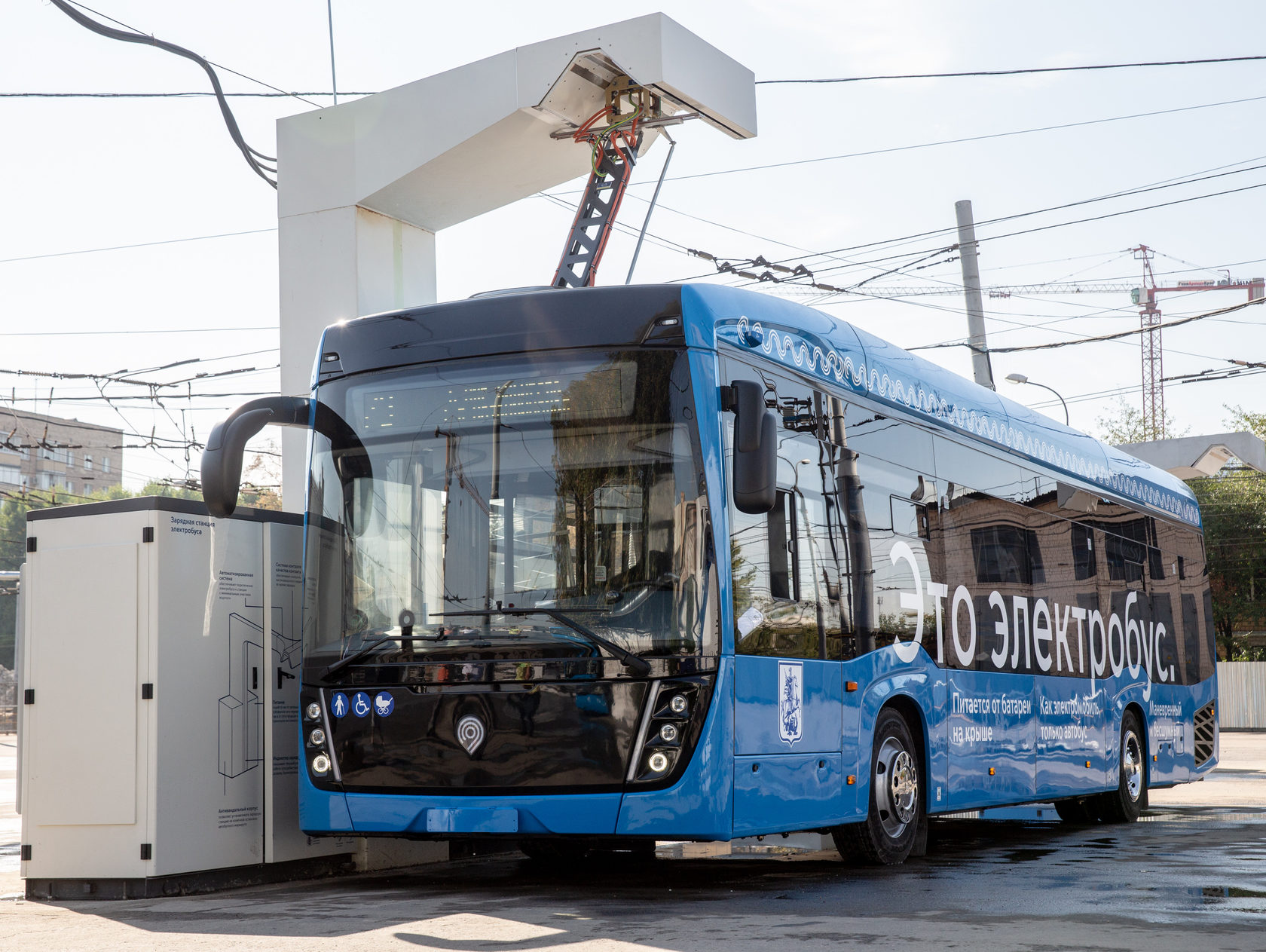
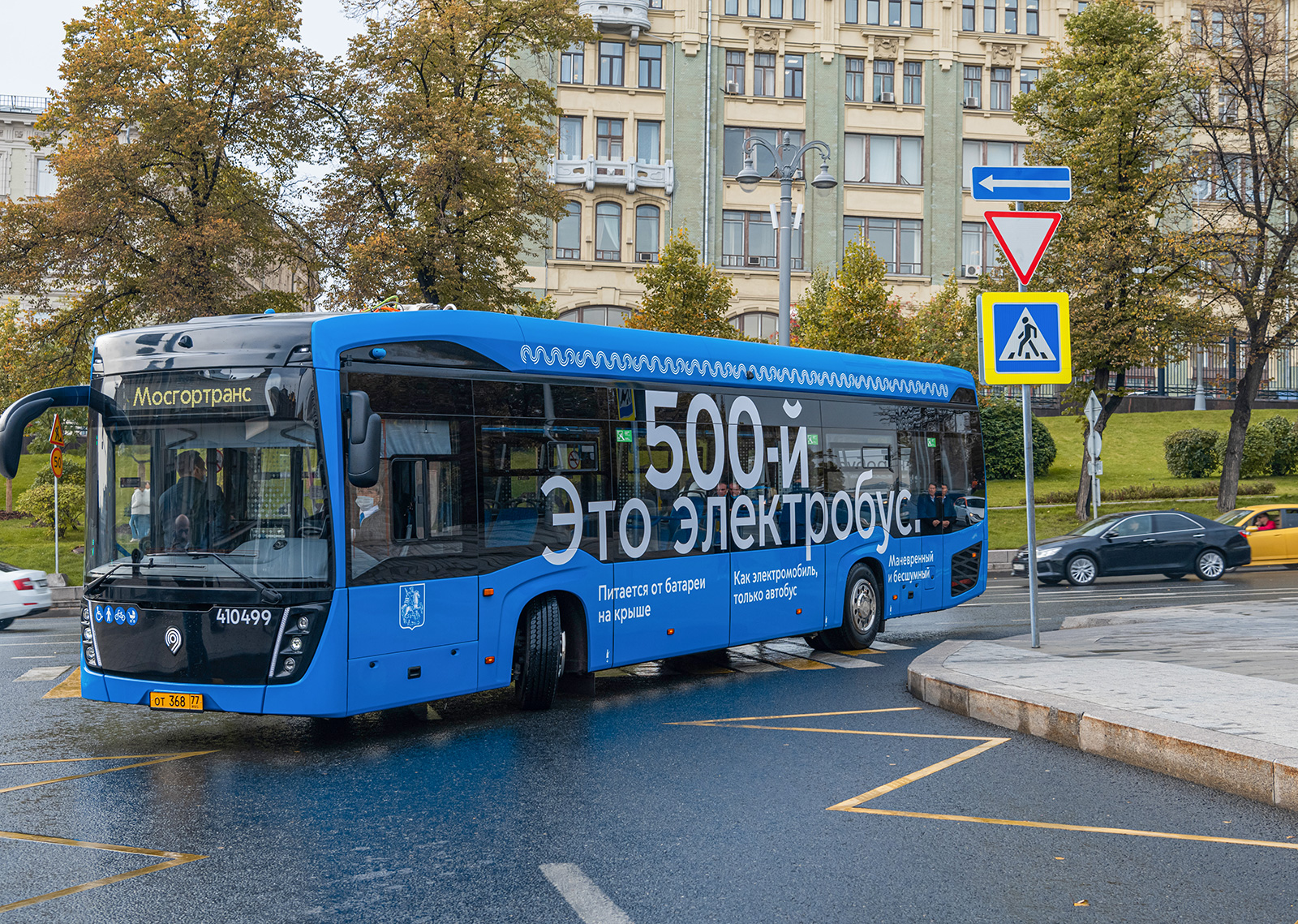